# Meissens biskopsslott

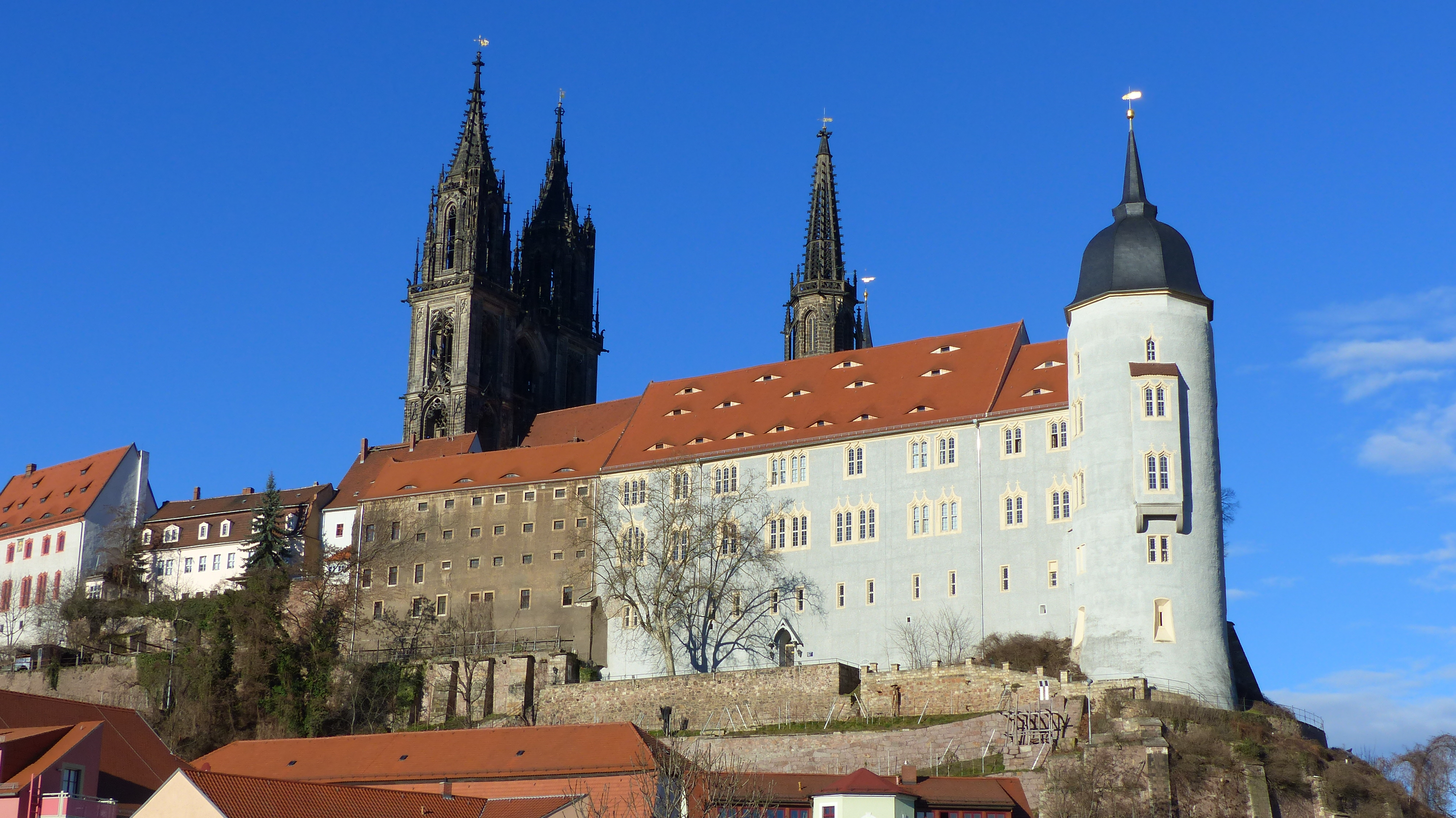
Vy mot borgberget från söder. Till höger biskopsslottet, i bakgrunden Meissens domkyrka.

Meissens biskopsslott, tyska: Bischofsschloss Meißen, är ett slott i staden Meissen i det tyska förbundslandet Sachsen. Slottet ligger i sydöstra delen av Meissens borgberg, i anslutning till det tidigare kurfurstliga slottet Albrechtsburg och Meissens domkyrka.
Den äldsta föregångaren till biskopsslottet uppfördes ursprungligen i slutet av 900-talet då det blev residens för de romersk-katolska biskoparna av Meissen. Det runda tornet från högmedeltiden, Liebenstein, är tillsammans med Albrechtsburg och domkyrkan ett av stadens landmärken. Den sengotiska nuvarande huvudbyggnaden anlades i slutet av 1400-talet under biskop Johan V av Weissenbach. Först under Johan VII av Schleinitz stod slottet färdigt, under första halvan av 1500-talet, innan reformationen ledde till att slottet förlorade sin funktion som biskopsresidens. Sedan 1837 fungerar slottet som lokaler för Meissens Amtsgericht.